# Lauro Rossi

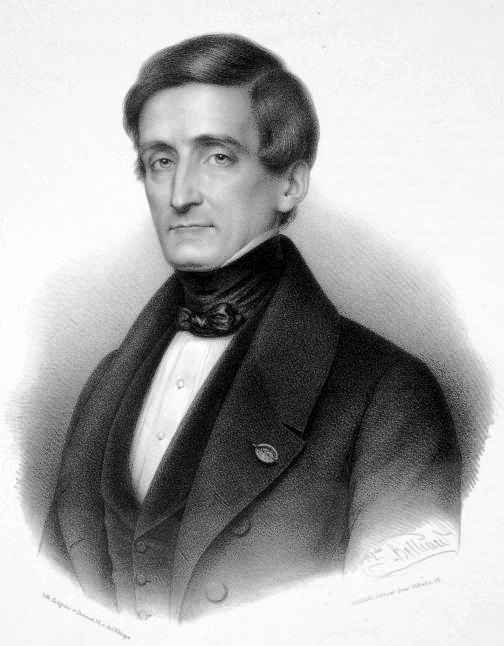
Lauro Rossi in einer Lithographie

Lauro Rossi (* 19. Februar 1812 in Macerata; † 5. Mai 1885 in Cremona) war ein italienischer Komponist.

## Leben und Wirken
Rossi studierte in Neapel bei Niccolò Antonio Zingarelli, Girolamo Crescentini und Giovanni Furno. Am dortigen Teatro La Fenice wurden seine ersten Opern aufgeführt. 1832 wurde er Kapellmeister des Teatro Valle in Rom. Von 1835 bis 1843 war er mit einer Operntruppe in Mexiko-Stadt, Havanna und New Orleans zu Gast. Ab 1850 war er Leiter des Konservatoriums in Mailand, ab 1871 bis 1878 Direktor des Konservatoriums in Neapel. Lauro Rossi gehörte zu den dreizehn Komponisten, die Giuseppe Verdi für das Requiem Messa per Rossini zusammenrief. Rossi komponierte dafür das Agnus Dei.
Er komponierte 29 Opern, das Oratorium Saul, Elegien, Kantaten, eine Messe, Kammermusik, und Lieder. Seinen größten Erfolg als Opernkomponist erzielte Rossi mit der komischen Oper La casa disabitata, die später auch in überarbeiteter Form unter dem Titel I falsi monetari viele Jahre lang aufgeführt wurde. Eine vielbeachtete Wiederauferstehung feierte das Werk 2024, knapp 190 Jahre nach seiner Uraufführung, beim Festival Il Belcanto Ritrovato in Pesaro. Das Opernhaus Teatro Lauro Rossi seiner Geburtsstadt Macerata ist nach ihm benannt.

## Opern
- Le contesse villane (1829)
- Costanza e Oringaldo (1830, zusammen mit Pietro Raimondi)
- La sposa al lotto (1831)
- La casa in vendita, ovvero Il casino di campagna (1831)
- La scommessa di matrimonio (1831)
- Baldovino, tiranno di Spoleto (1832)
- Il maestro di scuola (1832)
- Il disertore svizzero, ovvero La nostalgia (1832)
- Le fucine di Bergen (1833)
- La casa disabitata, ovvero Don Eustachio di campagna (1834)
- Amelia, ovvero Otto anni di costanza (1834)
- Leocadia (1835)
- Giovanna Shore (1836)
- Il borgomastro di Schiedam (1844)
- Dottor Bobolo, ovvero La fiera (1845)
- Cellini a Parigi (1845)
- Azema di Granata, ovvero Gli Abencerragi ed i Zegrini (1846; Libretto von Jacopo Ferretti)
- La figlia di Figaro (1846)
- Blanca Contarini (1847)
- Il domino nero (1849; Wiederaufführung in Italien und als CD erhältlich)
- Le Sabine (1852)
- L’alchimista (1853)
- La sirena (1855)
- Lo zingaro rivale (1867)
- Il maestro e la cantante (1867)
- La Contessa di Mons: Bühnenbild für den zweiten Akt (Mailand 1877)Gli artisti alla fiera (1868)
- La contessa di Mons (1874)

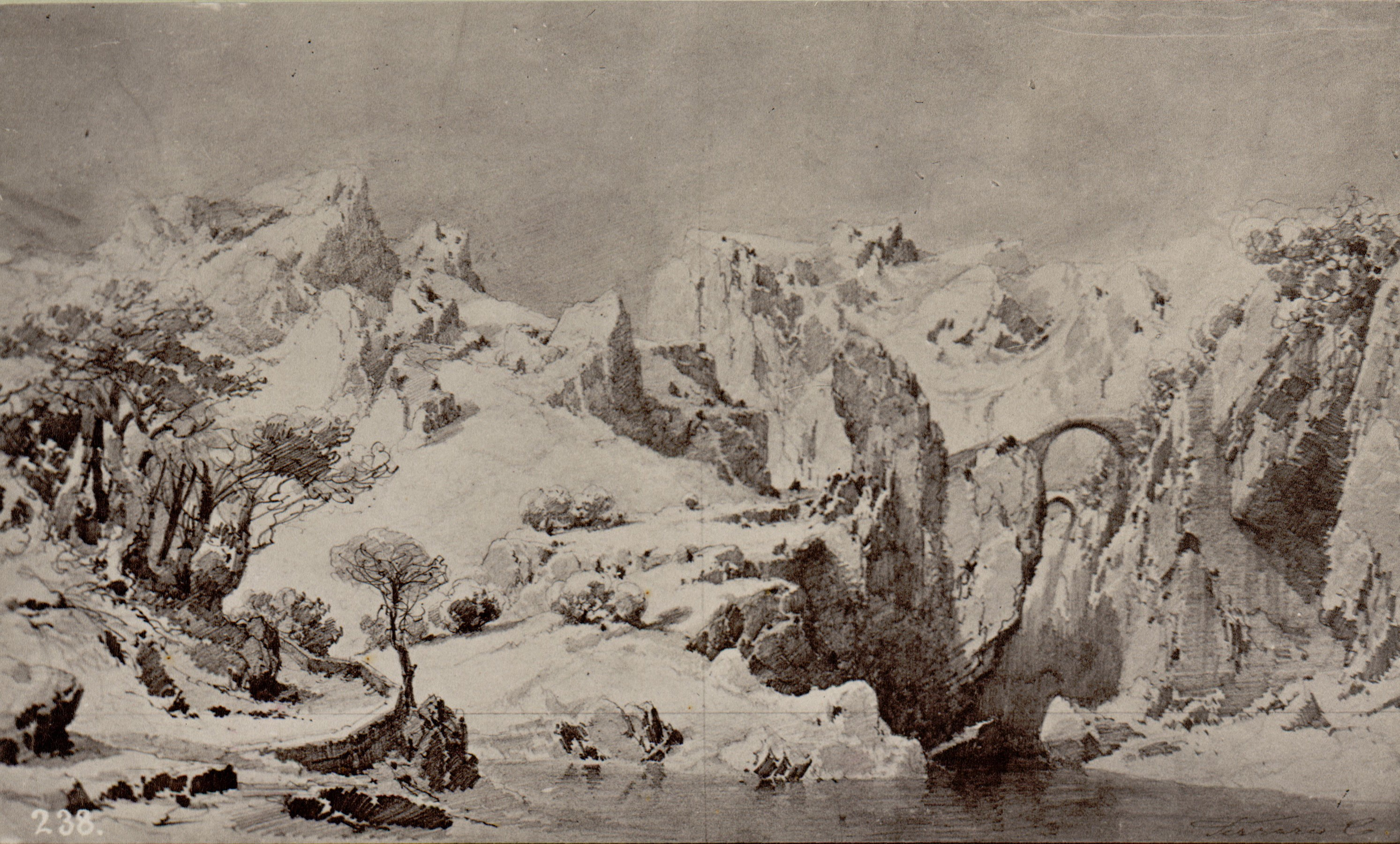
La Contessa di Mons: Bühnenbild für den zweiten Akt (Mailand 1877)

- Cleopatra (1876; Wiederaufführung 2008)
- Biorn (1877)